# دولدر
دولدر (به هلندی: Dulder) یک منطقهٔ مسکونی در هلند است که در دینکل‌لاند واقع شده‌است. دولدر ۱٬۰۶۰ نفر جمعیت دارد.